# Marksizm
Marksizm (niem. Marxismus), „socjalizm naukowy” – światopogląd polityczno-społeczno-gospodarczy wywodzący się z myśli Karola Marksa, a także, w mniejszym stopniu, Fryderyka Engelsa.

## Inspiracje
Myśl Marksa rozwijała się pod wpływem dwóch sprzecznych tendencji – determinizmu i aktywizmu. Z jednej strony Marks wierzył, że historią i rozwojem społeczeństw rządzą prawa deterministyczne, a studiowanie historii pozwoli poznać je i przewidywać przyszłe zmiany, z drugiej zaś uważał, że mimo wszystko można tę historię zmieniać („Filozofowie dotąd tylko objaśniali świat, chodzi jednak o to, by go zmieniać”).

## Źródła marksizmu

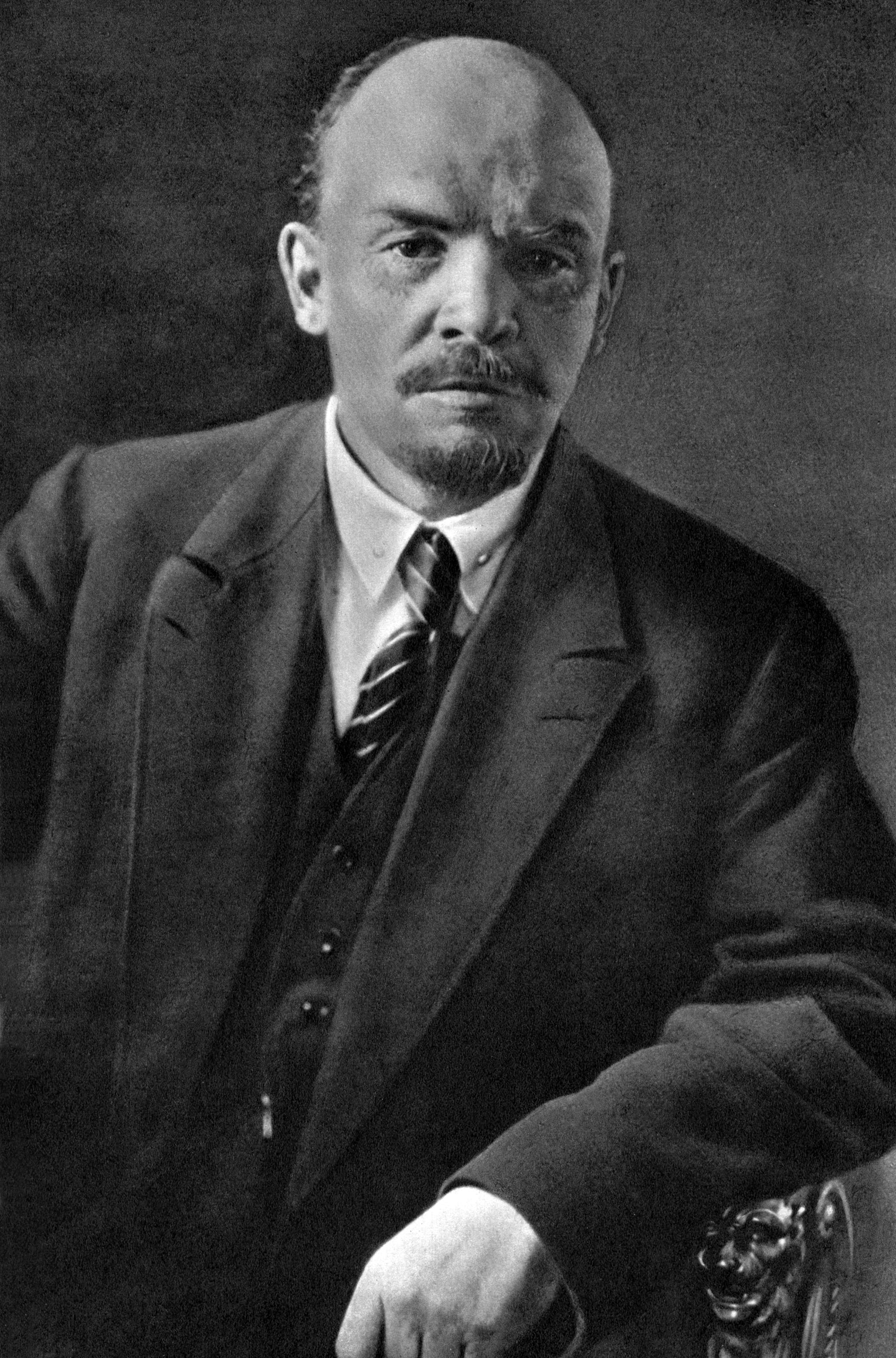
Włodzimierz Lenin

W swojej pracy „Trzy źródła i trzy części składowe marksizmu” Włodzimierz Lenin ustalił wątki myślowe, które legły u podstaw marksizmu. Są to: niemiecka filozofia klasyczna przełomu wieków XVIII i XIX, angielska klasyczna ekonomia polityczna (zwłaszcza Adam Smith i David Ricardo) i francuski socjalizm utopijny. Te trzy źródła marksizmu stanowią zarazem trzy jego części składowe:
1. filozofia marksistowska (materializm dialektyczny i materializm historyczny)
2. ekonomia marksistowska
3. socjalizm naukowy (przekształcony przez ideologów radzieckich w teorię naukowego komunizmu)

Złożenie marksizmu z trzech części składowych nie jest zwyczajnym połączeniem w ramach jednej całości trzech niezależnych od siebie logicznie i merytorycznie systemów teoretycznych. Leninowska formuła o trzech częściach składowych wskazuje tylko na fakt, że marksizm jest swoistą jednością trzech typów problematyk lub pól badawczych – problematyki filozoficznej, ekonomicznej i społeczno-politycznej. Pomiędzy poszczególnymi systemami teoretycznymi, składającymi się na marksizm, istnieją głębokie związki. Od filozoficznego materializmu poprzez teorię ekonomiczną aż do naukowego socjalizmu ciągnie się jeden łańcuch dowodowy mający uprawomocnić ideę socjalistycznego przeobrażenia historii.
Niemieckiej filozofii klasycznej, zwłaszcza systemowi Hegla, zawdzięcza marksizm dialektykę , którą Marks i Engels uważali za największe osiągnięcie klasycznej filozofii niemieckiej. Marks przyjął trzy tezy Georga Wilhelma Friedricha Hegla: alienację, reifikację i dialektykę (zasadę ścierania się przeciwstawnych sił). Hegel był filozofem idealistycznym i uważał, że świat materialny jest światem pozorów, natomiast rzeczywistość jest idealna. Marks zaadaptował na potrzeby swojego systemu pojęcie dialektyki, odrzucił jednak idealizm Hegla. Kontynuował tu materialistyczne idee Ludwika Feuerbacha. Podobnie jak Hegel i inni filozofowie, Marks odróżniał pozory od rzeczywistości, jednak jego zdaniem tylko uwarunkowane historycznie i społecznie ideologie uniemożliwiają ludziom jasny ogląd warunków materialnych, w jakich żyją.
Ważny wpływ na poglądy Marksa wywarło dzieło Engelsa „Położenie klasy robotniczej w Anglii” (1845), które nasunęło Marksowi koncepcję walki klasowej i pogląd, że klasa robotnicza jest siłą społeczną, która dokona rewolucji.

## Podstawowe zasady
Niewzruszoną podstawą całego gmachu marksizmu-leninizmu jest jego teoria filozoficzna. Ujmując materialną jedność świata, marksistowski materializm filozoficzny zajmuje tym samym stanowisko filozoficznego monizmu.
Rozwój materii ma się dokonywać dzięki dialektyce, postrzegającej rzeczywistość jako pary przeciwstawnych zjawisk, walka między którymi zapewnia zmiany. W odróżnieniu od ujęcia Hegla, gdzie walka przeciwieństw kończyła się syntezą, dla Marksa rozwiązaniem antagonizmu mogło być tylko przezwyciężenie jednej strony przez drugą.
Filozofię materializmu dialektycznego Marks przenosił na grunt społeczny, uznając za podmiot dziejów klasy społeczne jako grupy ludzi połączonych wspólnym stosunkiem do środków produkcji, czyli narzędzi pozwalających na wytwarzanie tzw. wartości dodatkowej. W ten sposób motorem rozwoju okazywała się walka klas.

## Historiozofia
Przemiany społeczne mają zdaniem Marksa charakter deterministyczny. Konsekwencją determinizmu jest relatywizacja pojęcia indywidualnej wolności, która okazuje się być uświadomioną koniecznością. W historiozoficznej wizji Marksa następowały po sobie w nieunikniony sposób kolejne formacje społeczne: wspólnota pierwotna – niewolnictwo – feudalizm – kapitalizm – socjalizm – komunizm.
Rozróżnienie między socjalizmem a komunizmem pojawiło się w dziełach Marksa po upadku Komuny Paryskiej w 1871 roku, która w ujęciu marksistowskim była pierwszą próbą budowy społeczeństwa opartego na wartościach socjalizmu. Karol Marks i Fryderyk Engels promowali świadomość zarabiających na własnej pracy, a więc „klasy robotniczej”. Promowali oni kształtowanie „warunków pracy” pracowników „płatnego niewolnictwa” do szukania drogi do wolności i emancypacji, a w końcu przejęcia własności środków produkcji przez ogół społeczeństwa. Emancypacja pracy według marksizmu prowadzi do utworzenia społeczeństwa bezklasowego. Początkowo proletariat kontrolował będzie środki produkcyjne poprzez państwo robotnicze, które jednak później zostanie zlikwidowane. Przed osiągnięciem bezklasowego społeczeństwa komunistycznego, na etapie socjalizmu, działalność gospodarcza miała być organizowana poprzez praktyczne zastosowanie systemów motywacyjnych, dalej miałyby istnieć klasy społeczne, działały one by jednak w mniejszym zakresie niż w systemie kapitalistycznym. Dla marksistów ortodoksyjnych, zgodnie z pracami Marksa, socjalizm będzie niższym etapem społeczeństwa bezklasowego, komunizmu. Aby osiągnąć społeczeństwo bezklasowe, społeczeństwa powinny w pełni osiągnąć socjalistyczny etap rozwoju efektywności ekonomicznej, automatyzacji produkcji oraz doprowadzić gospodarkę państwa robotniczego do sytuacji, w której powstałby znaczny nadmiar towarów i usług w myśl marksowskiej zasady – „każdemu według potrzeb”. Dla Karola Marksa rozwój systemu kapitalistycznego w Europie Zachodniej stanowił możliwość i materialną podstawę dla budowy społeczeństwa działającego na zasadach socjalizmu. Tym samym marksizm różni się od wcześniejszych tez socjalistycznych, w szczególności socjalizmu utopijnego. Wielu wcześniejszych teoretyków takich jak Thorstein Veblen, uważało, że socjalizm jest tylko oczywistym celem rozwoju ludzkości, który prędzej czy później i tak nastanie.

## Rola religii
Marks w „Przyczynku do krytyki heglowskiej filozofii prawa” określił religię mianem opium ludu:

Nędza religijna jest jednocześnie wyrazem rzeczywistej nędzy i protestem przeciw nędzy rzeczywistej. Religia jest westchnieniem uciśnionego stworzenia, sercem nieczułego świata, jest duszą bezdusznych stosunków. Religia jest opium ludu.

## Marksowska krytyka kapitalizmu
Marks w „Rękopisach ekonomiczno-filozoficznych z 1844 roku” wychodził od pojęcia człowieka jako istoty społecznej. Najważniejszą formą uczestnictwa człowieka w społeczeństwie jest praca, proces której umożliwił w ogóle uczłowieczenie, tj. wyjście ze stanu zwierzęcości.
Marks rozważał problem alienacji pracy – dokonując kolejnego zapożyczenia od Hegla zreinterpretował je w duchu materializmu. Według Marksa sytuacja, gdy ktoś rezygnuje z własnej siły roboczej – własnej zdolności przekształcania świata – jest równoznaczne z alienacją swojej natury. Marks opisał formę alienacji jako fetyszyzm towarowy – jego zdaniem ludzie nabierają przekonania, że rzeczy, które wytwarzają, oraz narzędzia produkcji mają samoistną wartość, a nie włożona w produkty siła robocza i wtedy sprowadzają stosunki społeczne do wymiany handlowej. Marks twierdził, że alienacja siły roboczej (i wynikający z niej fetyszyzm towarowy) jest cechą charakterystyczną kapitalizmu, choć przed pojawieniem się kapitalizmu w Europie istniały rynki, na których producenci i handlowcy kupowali i sprzedawali dobra. Według Marksa kapitalistyczne stosunki produkcji rozwinęły się w Europie, gdy praca sama stała się dobrem – gdy chłopi uzyskali możliwość sprzedaży swojej siły roboczej i zostali zmuszeni do jej sprzedaży, bo nie posiadali już własnej ziemi ani narzędzi produkcji. Ludzie sprzedają swoją siłę roboczą, gdy akceptują wynagrodzenie za to co produkują w danym okresie (czyli – nie sprzedają wytworów pracy, ale samą pracę). W zamian za siłę roboczą otrzymują pieniądze, pozwalające im przeżyć. Tych, którzy są zmuszeni sprzedawać własną siłę roboczą, by przeżyć, Marks nazwał proletariuszami, a tych, którzy kupują siłę roboczą – kapitalistami lub burżuazją.
Marks odróżniał burżuazję przemysłową od handlowej. Handlarze kupują dobra na jednym rynku i sprzedają na innym. Ponieważ prawo popytu i podaży działa tylko w obrębie jednego rynku, częstokroć występuje różnica wartości tego samego dobra na różnych rynkach i handlarze starają się wykorzystywać te różnice. Kapitaliści natomiast wykorzystują różnice między wartością siły roboczej a wartościami innych dóbr na jednym rynku. Zdaniem Marksa w każdym przemyśle, który się rozwija, wartość siły roboczej jest niższa niż wartość wyprodukowanych przez nią dóbr i nazwał tę różnicę wartością dodatkową.
To właśnie wartość dodatkowa jest źródłem zysku kapitalisty. Marks opierał się na zapożyczonej od Adama Smitha laborystycznej teorii wartości, zgodnie z którą wartość dodatkową tworzy praca ludzka, niezbędna do wyprodukowania towaru. Marks uważał, że skoro wszelką wartość wytwarzają robotnicy, to właściciel fabryki jest zbędny w procesie produkcji.
Kapitalistyczne sposoby produkcji umożliwiają duże tempo rozwoju, ponieważ kapitalista może i ma motywację do inwestowania zysków w nowe technologie. Marks uważał kapitalistów za klasę najbardziej rewolucyjną w historii, ponieważ stale rewolucjonizuje środki produkcji, ale był przekonany o podatności kapitalizmu na nieuchronne cykliczne kryzysy nadprodukcji. Wykazywał, że kapitaliści inwestują coraz więcej w nowe technologie, a coraz mniej w pracę. Ponieważ to wartość dodatkowa jest źródłem zysku, stopa zysku maleje wraz ze wzrostem gospodarczym i gdy spadnie poniżej pewnego poziomu, nastąpi recesja, co doprowadzi do zapaści niektórych gałęzi ekonomii. Marks wnioskował dalej, że również wartość siły roboczej spadnie co umożliwi kapitalistom inwestycje w nowe technologie i rozwój nowych sektorów ekonomii.
Marks wierzył, że cykl rozwój-zapaść-rozwój prowadził będzie z jednej strony do koncentracji kapitału (wolna konkurencja doprowadzi do oligopolu wielkich koncernów), z drugiej – do proletaryzacji społeczeństwa (społeczeństwo ulegnie polaryzacji na burżuazję i proletariat, nastąpi zanik klasy średniej).

## Rewolucja społeczna
Marks sformułował prawo dialektyki, w myśl którego ilość przechodzi w jakość (drobne zmiany kumulują się, powodując przesilenie otwierające nowy, odmienny etap). Koncepcja ta stanowiła filozoficzne uzasadnienie rewolucji społecznej – przejścia między epokami historycznymi dokonywać miały się na drodze gwałtownych masowych przewrotów. Według Marksa niezbędnym elementem postępu społecznego jest rewolucja. Według „Manifestu komunistycznego” miała się dokonać przemocą, choć według późniejszych interpretacji możliwa była także droga pokojowa. Stopniowo Marks i Engels uznali, że socjalizm może zostać zbudowany poprzez środki demokratyczno-parlamentarne. W pojedynczych wypowiedziach Marks dopuszczał możliwość transformacji „środkami pokojowymi” w krajach o rozwiniętej demokracji, ale podkreślał, że „w większości państw Kontynentu dźwignią rewolucji musi być przemoc”.
Rewolucja miała stanowić głęboki przewrót w ekonomicznym, politycznym i ideologicznym życiu społecznym, z całkowitą przemianą stosunków własnościowych oraz likwidacją klas społecznych. Rewolucja według teorii Marksa ma nastąpić na całym świecie niemal równocześnie. Rewolucja według Marksa miała dokonać się w krajach dobrze rozwiniętych gospodarczo, krajach kapitalistycznych, gdzie masy robotników przemysłowych są największe, bo to na nich opiera się ciężar jej wywołania. W późniejszym okresie Marks dopuścił jednak możliwość jej zajścia w kraju głównie rolniczym jak Rosja. Zwycięstwo rewolucji według Marksa, jako prawo natury, było nieuchronne (historycyzm).

## Marksistowskie ruchy polityczne
Marksizm do czasu rozłamu w ruchu robotniczym 1918 roku i powstaniu komunizmu jako odrębnego ruchu, był domeną głównie partii socjaldemokratycznych. Do tego czasu określano też wszystkie partie robotnicze mianem „socjaldemokratycznych”, a nawet bolszewicka frakcja Socjaldemokratycznej Partii Robotniczej Rosji nie używała terminu „partia komunistyczna”. Z biegiem czasu z tradycyjnej filozofii marksistowskiej popieranej przez partie socjaldemokratyczne wyłoniły się dwa nurty, reformistyczny i rewolucyjny, które inaczej interpretowały proces reform społecznych. Kluczowe różnice, które doprowadziły do wykształcenia szeregu zwalczających się frakcji, dotyczyły metody dojścia do komunizmu – socjalizm rewolucyjny opowiadał się za przejściem gwałtownym, reformizm zakładał stopniowe, pokojowe przekształcenia. Zwolennicy nurtu rewolucyjnego socjalizmu są w większości zwolennikami budowy partii rewolucyjnej działającej na zasadach centralizmu i demokracji. Partia rewolucyjna miałaby dążyć do likwidacji państwa kapitalistycznego, a następnie samego państwa jako instytucji. Samo pojęcie rewolucji jest rozumiane przez rewolucyjnych socjalistów na różne sposoby, rewolucja nie musi być koniecznie powstaniem, lecz także i szybkim przekształceniem systemu kapitalistycznego i jego demontażem. Po rewolucji w Rosji rewolucyjna wersja marksizmu stała się podstawą większości ruchów komunistycznych na świecie, zaś reformistyczna – socjaldemokratycznych i socjalistycznych (tym określeniem posługiwały się jednak obie frakcje).

### Nurty marksizmu

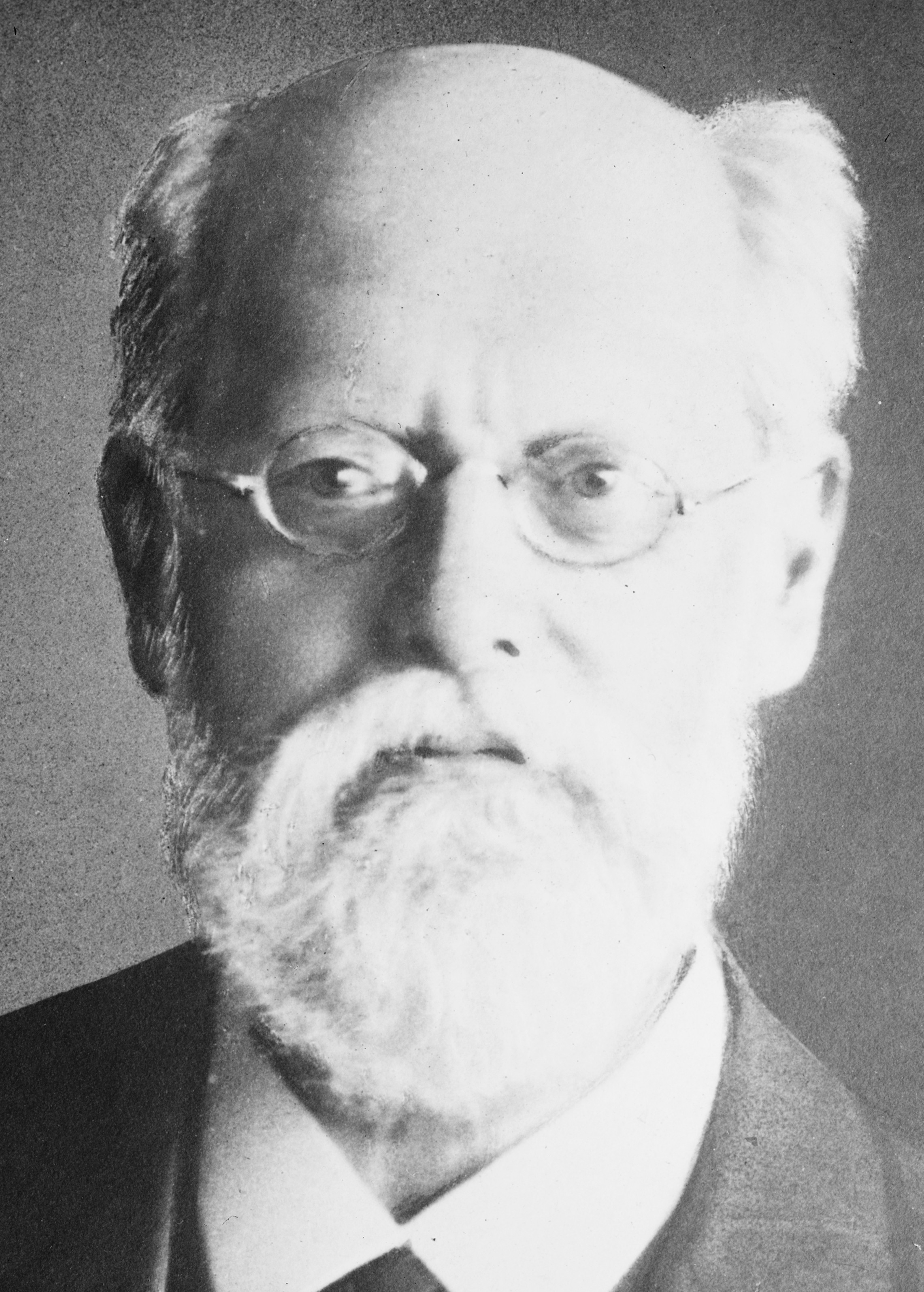
Karl Kautsky

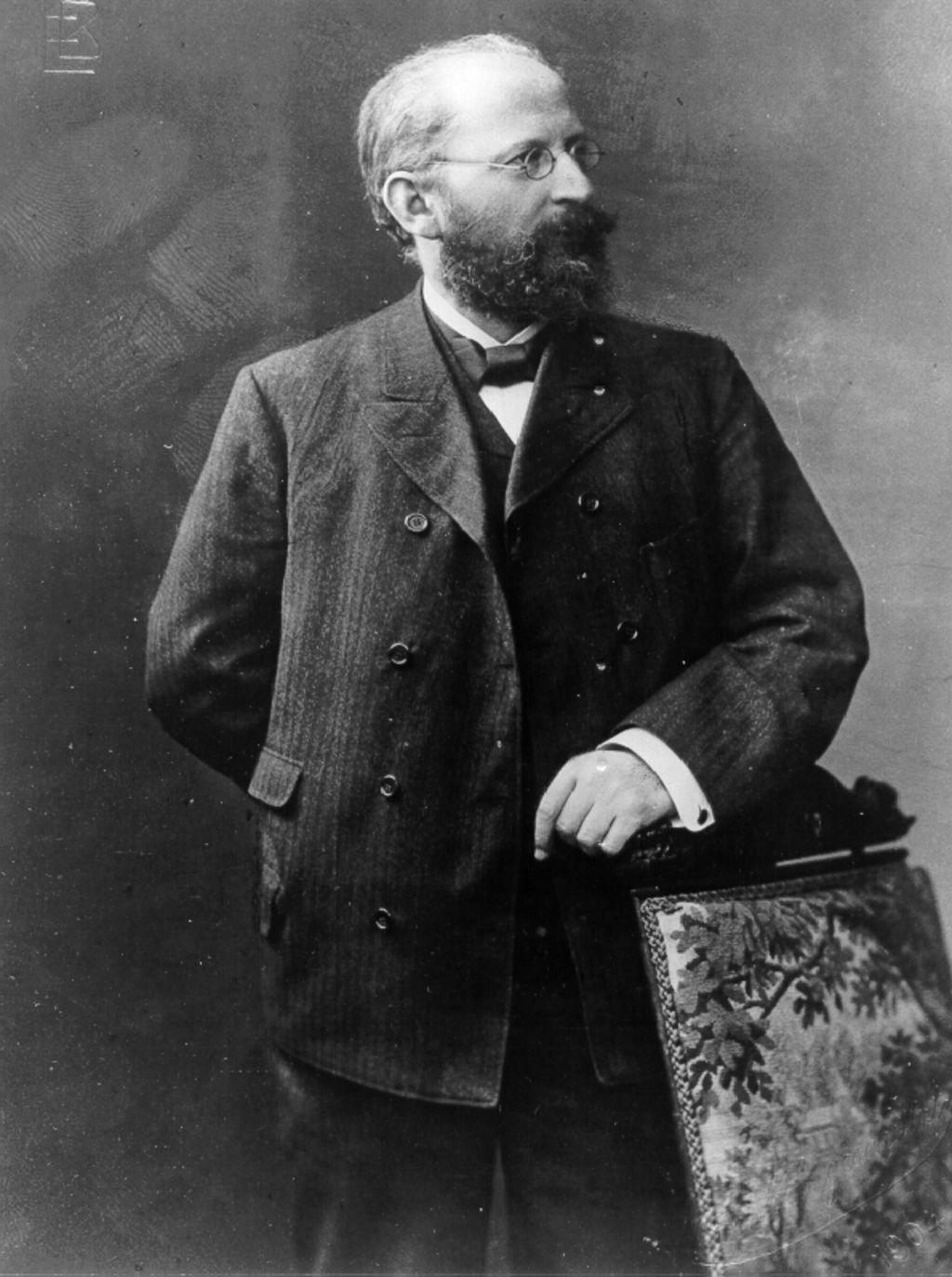
Eduard Bernstein

W Drugiej Międzynarodówce wyodrębniły się trzy nurty:
- prawica (np. Eduard Bernstein, Alexandre Millerand) przeprowadzająca rewizję podstawowych założeń marksizmu a przede wszystkim wyrzekająca się rewolucji na rzecz ewolucyjnych przekształceń drogą demokratyczno-parlamentarną;
- centrum skupione wokół Karla Kautskiego, starające się zachować wierność ortodoksyjnemu marksizmowi, co wyrażało się w oczekiwaniu aż warunki dojrzeją do rewolucji; do tego nurtu zaliczani byli też m.in. mienszewicy w Rosji;
- lewica (m.in. Włodzimierz Lenin, Róża Luksemburg, Daniel De Leon, Gustave Hervé) odrzucająca kompromisy i gotowa do rewolucji.

Po I wojnie światowej doszło do organizacyjnego podziału w międzynarodowym ruchu socjalistycznym, w wyniku czego ukształtowały się:
- II Międzynarodówka z siedzibą w Londynie, w której pozostały partie prawego skrzydła;
- centrystowska Międzynarodowa Wspólnota Pracy Partii Socjalistycznych z siedzibą w Wiedniu (tzw. Międzynarodówka 2½);
- zdominowana przez bolszewików Międzynarodówka Komunistyczna z siedzibą w Moskwie.

W 1923 r. międzynarodówka londyńska i Międzynarodówka 2½ połączyły się w Socjalistyczną Międzynarodówkę Robotniczą. W rezultacie marksizm podzielił się na dwa główne nurty: socjaldemokrację, zakładającą pokojowe przejście do socjalizmu drogą ewolucji, oraz rewolucyjny reprezentowany głównie przez komunistów.

### Reformizm, rewizjonizm, socjaldemokracja
Pionierem reformizmu był Eduard Bernstein, uważany za ojca współczesnej socjaldemokracji i demokratycznego socjalizmu. Bernstein w pracy „Ewolucyjny Socjalizm” krytycznie odniósł się do rewolucji i dyktatury proletariatu. Bernstein w swoich pracach pisał o stopniowym przekształcaniu kapitalizmu w socjalizm. Bernstein w pełni zgadzał się z filozofią Marksa i Engelsa z okresu gdy filozofowie uznali że budowa socjalizmu może zostać osiągnięta dzięki środkom demokratyczno-parlamentarnym. Bernstein mimo przywiązania do tez Marksa, widział jego błędy tezy, szczególnie ostro krytykując m.in. materializm historyczny. Nauki reformistów przez większość ruchu robotniczego uważane były za rewizję części poglądów, a nie zaprzeczenie marksizmu. Reformiści uważali się za marksistów, przeciwnego zdania byli jednak zwolennicy socjalizmu rewolucyjnego, którzy określali ich mianem rewizjonistów (Lenin posunął się do określenia Kautsky’ego mianem „renegata”, Komintern określał reformizm mianem „socjalfaszyzmu”). Reformiści krytykowali frakcję rewolucyjną zarzucając jej, że zignorowała tezę Marksa o konieczności rozwinięcia systemu kapitalistycznego aby następnie zastąpić go socjalizmem. Kautsky uważał, że niedemokratyczny charakter państwa radzieckiego jest sprzeczny z koncepcją socjalizmu, a próba jego budowy w kraju niedorozwiniętym gospodarczo jest sprzeczna z założeniami materializmu historycznego i skazana na porażkę. Przedstawiciele reformizmu krytykowali tezę o powiększaniu się klasy robotniczej i spadku liczby klasy średniej.
Po II wojnie światowej i próbach budowy modelu państwa opiekuńczego w wysoko rozwiniętych państwach kapitalistycznych, niektóre partie socjaldemokratyczne odrzuciły marksizm, jedną z nich była Socjaldemokratyczna Partia Niemiec, która zrobiła to w programie z Bad Godesberg w 1959 roku. W tym okresie pojawiły się coraz większe różnice między terminem „socjaldemokracja” a „demokratyczny socjalizm”. Założona w 1951 roku Międzynarodówka Socjalistyczna, według deklaracji skupia partie socjalistyczne, które poglądy socjalistyczne wyniosły z filozofii m.in. marksizmu i humanizmu. Międzynarodówka Socjalistyczna w artykułach 7, 8 i 9 deklaracji, potępiła kapitalizm i bolszewicki komunizm, uznane za niezgodne z filozofią marksistowską.

### Komunizm
W 1917 roku, podczas I wojny światowej, w Rosji doszło do rewolucji październikowej. W jej wyniku przejął władzę radykalny nurt w rosyjskiej socjaldemokracji (tzw. bolszewicy), ustanawiając państwo określane jako „socjalistyczne” (Związek Socjalistycznych Republik Radzieckich). Marksizm-leninizm stał się doktryną państwową i kierująca się nim partia bolszewicka przystąpiła do gwałtownej, radykalnej przebudowy kraju. Bolszewicy postanowili zlikwidować klasy wyzyskujące oraz wprowadzić państwową własność i zarządzanie gospodarką. Rząd bolszewików z inicjatywy Lenina, ze względu na polityczny pragmatyzm, odrzucił tezę Marksa o priorytecie ekonomii nad polityką.
Leninowski wariant marksizmu kładł nacisk na aktywne przygotowywanie rewolucji, dlatego sformułował koncepcję partii nowego typu opartej na centralizmie demokratycznym. Rewolucja miała wybuchnąć – wbrew przewidywaniom Marksa, ale zgodnie z teorią imperializmu – w Rosji jako najsłabszym ogniwie systemu imperialistycznego. Rosyjskie warunki wymagały, by proletariat pozyskał sojuszników, stąd hasła sojuszu robotniczo-chłopskiego i samostanowienia narodów uciskanych. W odróżnieniu od nurtu reformistycznego, opowiadającego się za republiką demokratyczną, bolszewicy opowiadali się za republikę radziecką jako formą dyktatury proletariatu.
Polityczne organizacje współdziałające z bolszewikami i przyjmujące platformę leninowską określały się jako komunistyczne. Według części teoretyków marksizmu jego leninowska interpretacja jest sprzeczna z oryginalnymi naukami Marksa.

### Nowa Lewica
Od lat 30. do lat 80. XX wieku marksizm był bardzo popularny w lewicujących środowiskach uniwersyteckich w Europie Zachodniej i w mniejszym stopniu w USA. W tym środowisku pojawiły się nowe odmiany marksizmu, niektóre znacznie odbiegające od poglądów Marksa, takie jak np. marksizm analityczny, autonomizm, freudomarksizm czy Szkoła frankfurcka. Na przełomie lat XX i XXI wieku na popularności zyskały nowe ruchy antykapitalistyczne i alterglobalistyczne, powstanie wielu nowych ruchów przyśpieszył międzynarodowy kryzys finansowy rozpoczęty w 2007 doprowadziło do dyskusji nad filozofią Marksa w głównym nurcie socjalistycznym. Do debaty też włączyły się niezwiązane z historią ruchu robotniczego media, intelektualiści, 28 stycznia 2009, amerykańskie pismo „Times” przy okazji Światowego Forum Ekonomicznego na głównej stronie opublikował artykuł „Przemyśleć Marksa”.

## Współczesność w Polsce
W Warszawie działa założone w 1990 roku Stowarzyszenie Marksistów Polskich, którego przewodniczącym był prof. Jarosław Ładosz, jeden z głównych marksistów w PRL. Do grupy akademików przyznających się do tradycji marksistowskiej należeli w III Rzeczypospolitej: prof. Adam Schaff, prof. Jacek Tittenbrun, prof. Jerzy Kochan, prof. Stanisław Kozyr-Kowalski, prof. Tadeusz Kowalik, prof. Stefan Leder, prof. Jan Rychlewski, prof. Józef Balcerek, prof. Marian Dobrosielski, prof. Stefan Dziabała, prof. Jan Dziewulski, prof. Wiesław Mysłek, prof. Igor Timofiejuk, prof. Mieczysław Rakowski, dr Ewa Balcerek, dr Zygmunt Najdowski, dr Wsiewołod Wołczew, dr Piotr Kendziorek, dr August Grabski, dr Jan Sowa, dr Ewa Majewska, dr Michał Kozłowski, dr Adam Ostolski.
Duże znaczenie w recepcji marksizmu w Polsce po 1989 r. odegrało „Dalej! pismo socjalistyczne”, na łamach którego ukazują się tłumaczenia tekstów takich zachodnich myślicieli marksistowskich jak: Ernest Mandel, David Harvey, Daniel Bensaïd, Michael Löwy, Terry Eagleton, Moishe Postone, Enzo Traverso. Od 2010 roku aktywne jest środowisko związane z marksizmem autonomistycznym „Praktyka Teoretyczna”, prowadzące witrynę oraz naukowy kwartalnik. Reprezentantem marksizmu ortodoksyjnego jest portal Po Prostu Marksizm związany z Grupą Samorządności Robotniczej.

## Krytyka marksizmu

### Kwestie ekonomiczne
Krytycy teorii ekonomicznych związanych z marksizmem najczęściej wskazują na fakt, że nigdzie na świecie budowanie gospodarki na podstawie tych teorii się nie sprawdziło, powodując wcześniej czy później fatalne konsekwencje. Również przewidywania rozwoju ekonomii zamożnych krajów opartych na gospodarce wolnorynkowej, ustalonych na rzekomo słusznych prawach dialektyki materialistycznej, zupełnie się nie sprawdziły. Przewidywane przez Marksa ubożenie mas robotniczych na skutek koncentracji kapitału nie nastąpiło, zauważa się jednak, że w krajach liberalnych, pomimo wzrostu płac, panuje ogromna rozpiętość dochodów między kadrami zarządzającymi a zwykłymi pracownikami. Najwyraźniej, wbrew Marksowi, decydującym czynnikiem wzrostu zamożności tych państw stał się wzrost produktywności na skutek stałego postępu technicznego i organizacyjnego, za którym szedł stały wzrost dochodów najemnych pracowników.

### Kwestie ideologiczne
Według Poppera marksizm ma charakter pseudonaukowy i niefalsyfikowalny. Popper stwierdził, że wyznawcy marksizmu „stosują klasyczne zabiegi z arsenału metod pseudonaukowych w celu jego obrony” – prognozy o charakterze tak ogólnikowym, że każde zdarzenie zdaje się je potwierdzać; częste zmiany teorii w celu dopasowania do zdarzeń do niej nie pasujących; stosowanie dialektyki jako swoistej alternatywy dla logiki, w której każdą sprzeczność można wyjaśnić zmieniając znaczenie stosowanych pojęć (nowomowa). Równocześnie jednak zarówno sam Marks, jak i marksiści na każdym kroku podkreślali „naukowy” charakter marksizmu, ale według Poppera nie odnosząc się jednak do żadnej z uznanych definicji nauki i metody naukowej.
Marksizm jako „świecką religię” opisywał Raymond Aron, na teorie „gnostycyzmu” intelektualnego wskazywał Alain Besançon, skłonności millenarne w polityce marksistowskiej analizował Norman Cohn, krytykę „polityki celów” przedstawił Michael Oakeshott.
Według Kołakowskiego postulaty Marksa miały konkretne, praktyczne konsekwencje, w tym totalitaryzm i upadek ekonomiczny gospodarki planowej. Stwierdza on, że wbrew tezom zwolenników marksizmu, patologie ZSRR nie były „wypaczeniami” idei Marksa, tylko ich logicznymi konsekwencjami.

## Obrona marksizmu
Niemniej jednak marksistowskie doktryny w dziedzinie gospodarki, a także rzeczywistości społecznej, właściwie nie zostały wprowadzone w żadnym z krajów „komunistycznych” czy realnego socjalizmu. Ustrój gospodarczy opierał się na gospodarce nakazowo-rozdzielczej, gdy tymczasem esencją marksizmu był nie model zarządzania, lecz forma własności środków produkcji. Paradoksalnie, bliższe temu modelowi jest zjawisko rozdawania akcji pracownikom prywatyzowanych zakładów (własność środków produkcji w rękach robotników). Także społeczeństwa krajów oficjalnie komunistycznych miały raczej strukturę społeczeństwa oligarchicznego, która daleka była od modelu społeczeństwa bezklasowego. Marks opowiadał się na przykład za progresją podatkową, która obowiązuje w prawie wszystkich krajach Europy, Ameryki i Azji.
Obrońcy marksizmu wskazują również na to, iż pisząc o ubożeniu mas Marks nie miał na myśli bezpośredniego pogarszania się sytuacji klasy robotniczej, lecz pogarszanie się jej położenia w porównaniu z sytuacją posiadających (a zatem wzrost różnic społecznych), które to zjawisko faktycznie ma miejsce w krajach o zminimalizowanym udziale państwa w gospodarce (jak pinochetowskie Chile czy neoliberalne USA). Należy również zwrócić uwagę na fakt, że podnoszenie płac pracowników nigdy nie było związane wyłącznie z postępem cywilizacyjnym i dobrą wolą przedsiębiorców, lecz wiązało się również z dynamicznym rozwojem ruchu robotniczego, który w sposób coraz bardziej świadomy i zorganizowany upominał się o prawa robotników. Tym samym pierwotny kapitalizm, nieposiadający żadnych ograniczeń w zakresie akumulacji kapitału, który opisywał Marks w swoich dziełach, uległ istotnej modyfikacji – i to za sprawą oddziaływania samej myśli marksistowskiej.
Amerykański noblista w dziedzinie ekonomii Joseph Stiglitz w dziele Whither socialism? stawia tezę, że Marks niekoniecznie mylił się w swoich teoriach, gdyż Związek Radziecki w latach pięćdziesiątych był jednym z najszybciej rozwijających się krajów świata. Rozwijał się tam bardzo przemysł ciężki, Związek Radziecki wysłał chociażby w kosmos pierwszego człowieka i sztucznego satelitę. Według Stiglitza, który postuluje istnienie gospodarki mieszanej z sektorem prywatnym i publicznym, Marks nie mógł jednak przewidzieć, jakie zmiany zajdą w gospodarce, jakie znaczenie zyskają w wytwarzaniu PKB usługi, które obecnie w krajach rozwiniętych stanowią od 60% do 80% PKB, gdyż w czasach Marksa o sile gospodarki decydował rozwój przemysłu (w terminologii marksistowskiej „środków produkcji”). Nie mógł także przewidzieć, jak daleko zmienią się technologie: od pracy ręcznej i mechanicznej w XIX wieku do zautomatyzowanej i skomputeryzowanej w XX wieku.